# Roberto Pumar
Roberto Daniel Pumar (Buenos Aires, 29 de febrero de 1960), normalmente citado como Roberto Pumar o "Kuky", es un empresario argentino de la industria discográfica, conocido por el sello fundado y dirigido por él, Leader Music. Pumar fundó su empresa Leader Music en el año 1982, ahora conocida como Leader Entertainment.

## Biografía

### Primeras etapas de la vida
Roberto "Kuky" Pumar nació en la ciudad de Buenos Aires. Trabajó desde joven junto a su padre en una tienda de discos, en dónde comienza su vínculo que mantendrá hasta hoy con la industria de la música.

## Leader Music
A lo largo de 33 años se constituyó como propietaria de varios catálogos importantes. Es uno de los principales sellos impulsores de la movida tropical en Argentina. Gilda, Antonio Ríos, Ráfaga, y Ricky Maravilla se encuentran entre los artistas que crecieron junto a la compañía.
Internacionalmente tomó licencias de catálogos de empresas como Fonovisa (GrupoTelevisa),Disa Records,Discos Fuentes con las cuales colaboró en el desarrollo local de artistas como Cristian Castro, Paulina Rubio, Thalía, Lucero,Los Angeles Azules,Grupo Bronco,La Sonora Dinamita y Los Bukis (Marco Antonio Solís).
En los últimos años publicó también artistas argentinos de otros géneros musicales como: Patricia Sosa, Valeria Lynch, Baglietto-Garré, Lito Vitale, Hilda Lizarazu.
Hacia el año 2002 comenzó a incorporar el área de films representando en Sudamérica estudios de cine editando más de 200 films o en videos musicales representa en Sudamérica a Eagle Rock, catálogo de conciertos que incluye artistas de la talla de Rolling Stones, Phil Collins, Queen, Peter Gabriel, Diana Krall, Santana, David Bowie y más.
La compañía comenzó el desarrollo del área digital en el año 2005. Lo que le permitió a Leader Music constituirse en una de las empresas líderes en el posicionamiento de contenidos en la Web administrando diversos canales propios de YouTube. En esta área su equipo alcanzó 8 certificaciones en YouTube y su empresa posee la categoría de Partner Premium de YouTube.

## Distinciones
En 2015 YouTube le comunica que su empresa se había constituido como la creadora de contenido N°1 de Argentina, Chile y Perú. En 2016 el canal de YouTube “El Reino Infantil”, superó las 3.500 millones de visualizaciones, consolidándose como el canal de YouTube N°1 en el ranking de habla hispana (según el ranking Social Blade). El Reino infantil es actualmente es unos de los  canales de habla hispana con más visualizaciones diarias de YouTube, alcanzando las 12 millones de visualizaciones por día. Actualmente el canal "El Reino Infantil" cuenta con la exuberante suma de 45 millones de suscriptores convirtiéndose en el canal con más suscriptores de la plataforma en idioma español.

## Actualidad
Hoy, Leader Music dejó de ser una empresa netamente musical y comenzó a ampliar sus unidades de negocio hacia el entretenimiento en general. Por lo que Roberto “Kuky” Pumar decidió cambiar el nombre por Leader Entertainment, término más abarcativo. En esta nueva etapa se incluyeron en la compañía áreas nuevas como las de Merchandising (mochilas, cuadernos, peluches, artículos para fiestas, etc.); aplicaciones móviles; videojuegos; y una amplia estructura digital que le permite estudiar las necesidades de la audiencia en redes y desarrollar productos a nivel global.